# ベル国際ビジネス専門学校
ベル国際ビジネス専門学校（ベルこくさいビジネスせんもんがっこう）は、大阪市北区にあった学校法人阪神学園が設置する専修学校。2007年度末をもって廃校となった。学校法人阪神学園は大阪府に登記上の所在地があり、姫路予備校を運営している。

## 学科
- 国際ビジネス学科
- 観光ビジネス学科
- 総合ビジネス学科
- 情報ビジネス学科

## 出身者
- 今井恵理

## 所在地
- 〒530-0012 大阪市北区芝田2丁目9番20号

最寄り駅は、Osaka Metro御堂筋線梅田駅、阪急大阪梅田駅、阪神大阪梅田駅、JR大阪駅